# 內閣侍讀學士
內閣侍讀學士，清代內閣屬官。
額設滿四人，蒙古二人、漢二人。秩從四品。滿、漢缺以通政使司參議、光祿寺少卿、鴻臚寺少卿、六科給事中、都察院御史及理事官、郎中等官升用；蒙古缺以蒙古給事中，御史、郎中等升用，亦均可由內閣侍讀、中書補授。初兼太常寺卿銜，後停。掌章奏翻譯，校閱等事。分隸於滿本房、漢奉房、蒙古房各機構理事。